# Миро Унгар
Миро Унгар (на сърбохърватски: Miro Ungar; роден на 2 май 1937 г., Загреб) е югославски и хърватски поп певец. Известен също като автор на песни.

## Биография
След като завършва гимназия, учи в Загребската театрална академия, а след това във Философския факултет.
Започва да се изявява през 1955 г., а на следващата година основава вокален ансамбъл 4M с Ивица Кражач. Те стаават много популярни в Загреб и участват в местното вариете. След първите турнета в чужбина (в България през 1957 г. и във Виена година по-късно) квартетът успешно записва кавъри на известни световни хитове.
През следващите години Миро прави турне по целия свят заедно с 4M и соло, като посещава Австрия, Германия, Италия, Белгия, Швеция, Финландия, Съветския съюз и Израел няколко пъти, както и свири на фестивала в Загреб и Сан Винсент фестивал.
През есента на 1965 г. Миро, заедно със съпругата си, певицата Тереза Кесовия, се премества в Париж, където под псевдонима Тим Туинкълбери си сътрудничи с лейбъла Barclay records и придобива първия си солов албум. Двамата се развеждат с Тереза през 1973 г.
На фестивала в Опатия през 1968 г. заема второ място с песента „Тази вечер ти си красива, любов моя“, на същия фестивал печели следващата година, а през 1970 г. на фестивала в Скопие. От 1970 г. Унгар печели награди на фестивали за популярна музика в Берн, Виня дел Мар в Чили (където печели първа награда сред 27 участници през 1971 г.) и Златният Орфей в България (втора награда през 1973 г., споделена с турската певица Айла Алган)., „Братиславска лира” в Чехословакия и „Пролет на Тел Авив” в Израел и през 1976 г. в Москва. Тези успехи са последвани от турне в България, Съветския съюз, Източна Германия и Югославия.
През 1975 г. участва в първата хърватска рок опера „Gubec beg като Duro Mogaic“.
В Съветския съюз той е най-известен с песента „Обещания“, изпълнена в дует с Людмила Сенчина на Всесъюзния телевизионен фестивал на съветската песен „Песен-76“, с която му се приписва романтична връзка. 
През 2009 г. играе малка роля в драмата на Далибор Матанич „Кино Лика“.
От 2012 г. Миро Унгар се изявява с три различни програми: „Златните шейсетте. Възраждане“, концерти с участието на Джипси суинг квинтет, Дамир Кукурузович и концерти, наречени The Great American Songbook, където той пее най-големите музикални хитове на 20 век и джаза.

## Идател „Балкантон“
| Заглавие                        | Година | Съавтори                                                                 | Изпълнители     | Албуми   |
| ------------------------------- | ------ | ------------------------------------------------------------------------ | --------------- | -------- |
| Ако те няма                     | 1983   | Йосифов Александър, Цеков Константин                                     | Унгар Миро, ФСБ | ВТК 3683 |
| Знаеш ли какво е истинска любов | 1978   | Георгиев Захари, Светлин Димитър Георгиев Захари, ЕО (естраден оркестър) | Унгар Миро      | ВТК 3439 |
| Няма да те чакам повече         | 1978   | Георгиев Захари, Светлин Димитър Георгиев Захари, ЕО (естраден оркестър) | Унгар Миро      | ВТК 3439 |
| Свалил бих звездите             | 1983   | Бахаров Александър, Бояджиев Румен, Косев Атанас                         | Унгар Миро, ФСБ | ВТК 3683 |